# クロイツァー

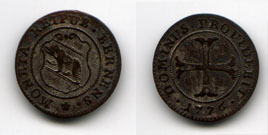
スイス（カントンベルン）のクロイツァー硬貨 Berner Kreuzer (1776)

クロイツァー（Kreuzer）は、オーストリア・ドイツ・チェコ・ポーランド・ハンガリー・ルーマニア・スイスなどで19世紀後半まで使用された通貨の単位である。一般に額面の低い単位であるので、コインは銅貨または、低品位の銀貨(.200程度)で製造された。
南チロルメラーノで製造された硬貨を起源とし、15、16世紀にドイツ南部に広まり、表面に十字架が刻印されていたことから、この名がつけられた。
オーストリアでは1857年まで、8heller(ヘレル)=4pfennig(ペニヒ)=1kreuzerという換算で60kreuzerが1florin(フローリン)に相当した。1857年十進法となってからは100kreuzerが1florinとなって1892年まで使用された。
ドイツでは主に南部諸侯国で使用され、換算率はオーストリアと同様で1871年統一通貨マルク(Mark)の採用まで使用された。
ハンガリーでは4kreuzer硬貨が少額硬貨の代名詞となり、ドイツ語の4（vier）が補助通貨単位フィレール（Fillér）の語源となった。